# 10044 Скваєрс
10044 Скваєрс (10044 Squyres) — астероїд головного поясу, відкритий 15 вересня 1985 року.
Тіссеранів параметр щодо Юпітера — 3,298.